# Anfiteatro romano di Italica
L'anfiteatro romano di Italica è un anfiteatro romano situato presso l'antica città di Italica in Spagna. 

## Storia
L'edificio risale agli inizi del II secolo e venne costruito probabilmente da Traiano o da Adriano, entrambi nati ad Italica. 

## Struttura
È uno dei più grandi anfiteatri per dimensioni: l'asse principale è lungo 160 metri e quello mediano è di 137 metri. Il Colosseo, il più grande anfiteatro mai realizzato dai romani, aveva un asse maggiore lungo 188 metri mentre l'anfiteatro di Capua un asse maggiore di 167 metri.
Poteva contenere fino a 25.000 persone, un numero molto elevato considerando la popolazione di Italica del II secolo, stimata in circa 80.000 persone.
I giochi che vi si tenevano erano sovvenzionati dall'aristrocrazia locale (specialmente dai magistrati). All'interno della struttura era possibile organizzare perfino naumachie. L'anfiteatro possedeva inoltre diversi macchinari per gli spettacoli, situati sotto l'arena e ricoperti da tavole di legno.

## Galleria d'immagini

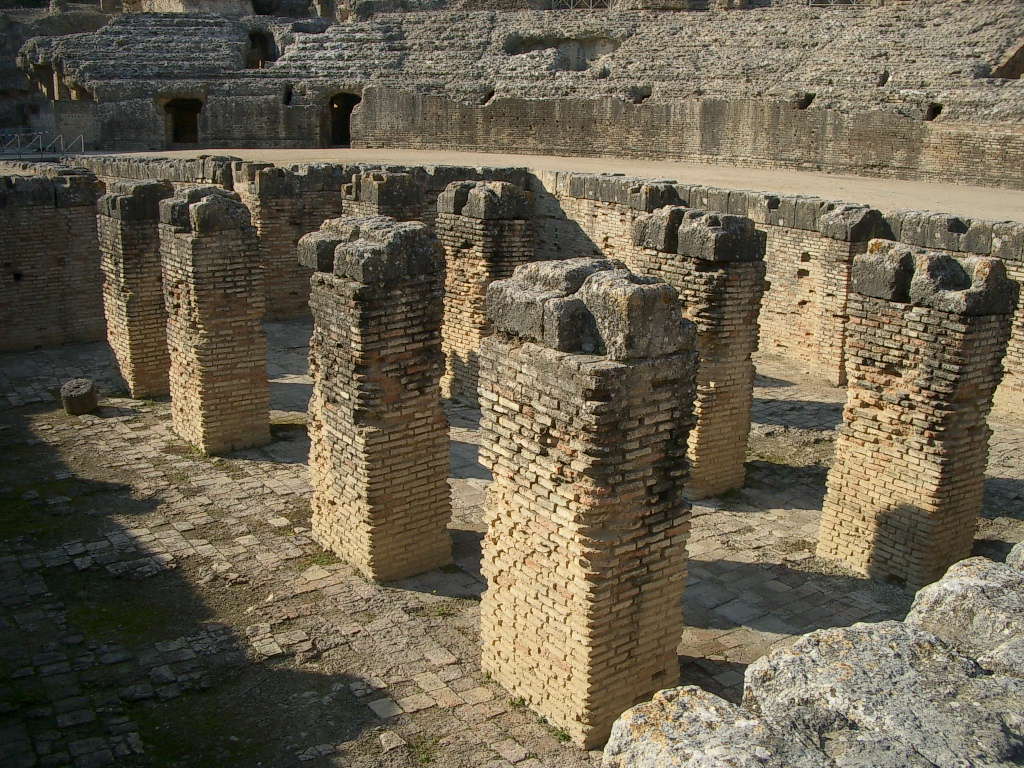
Luogo dove erano situati i macchinari
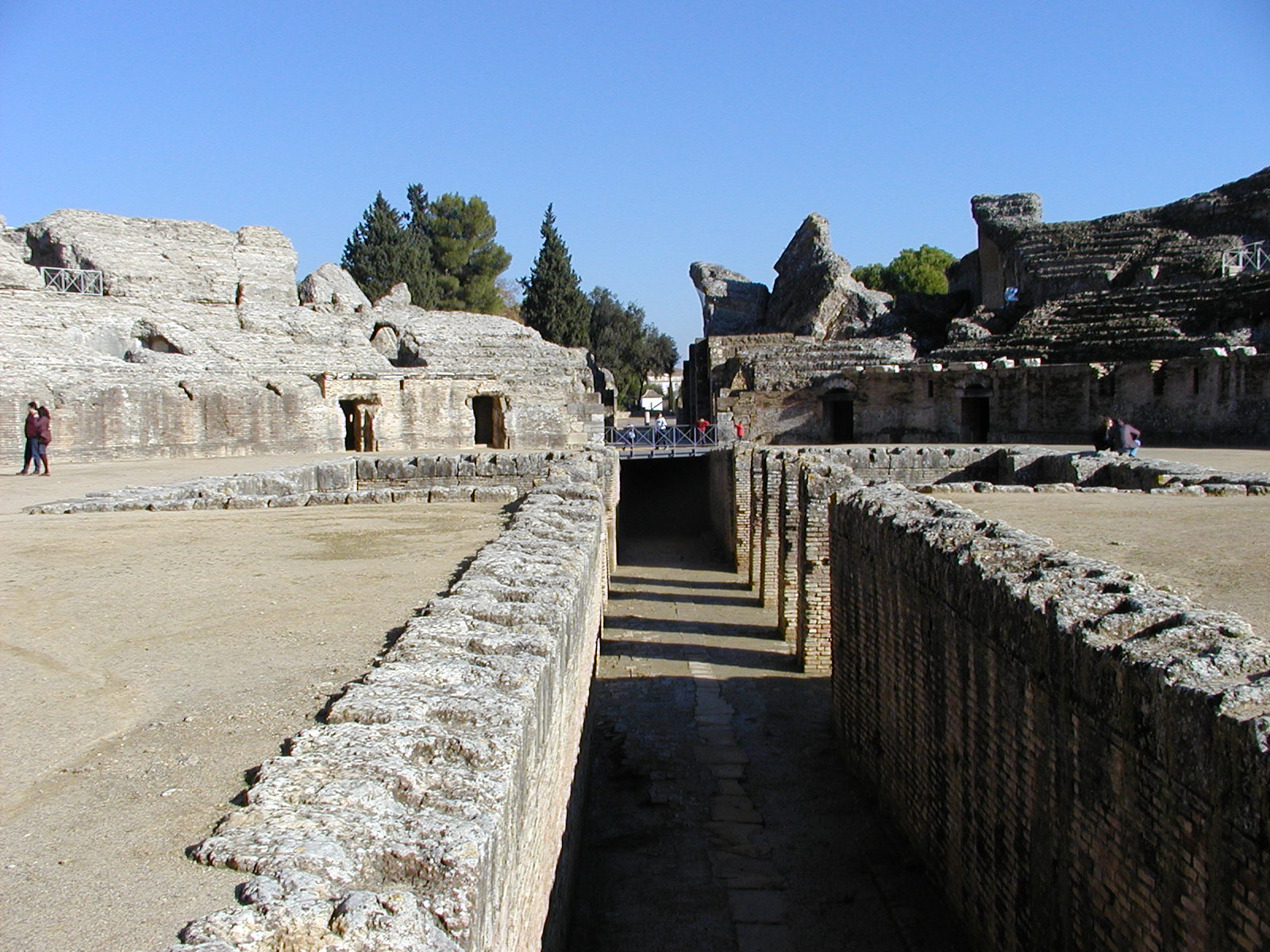
Corridoio sotterraneo
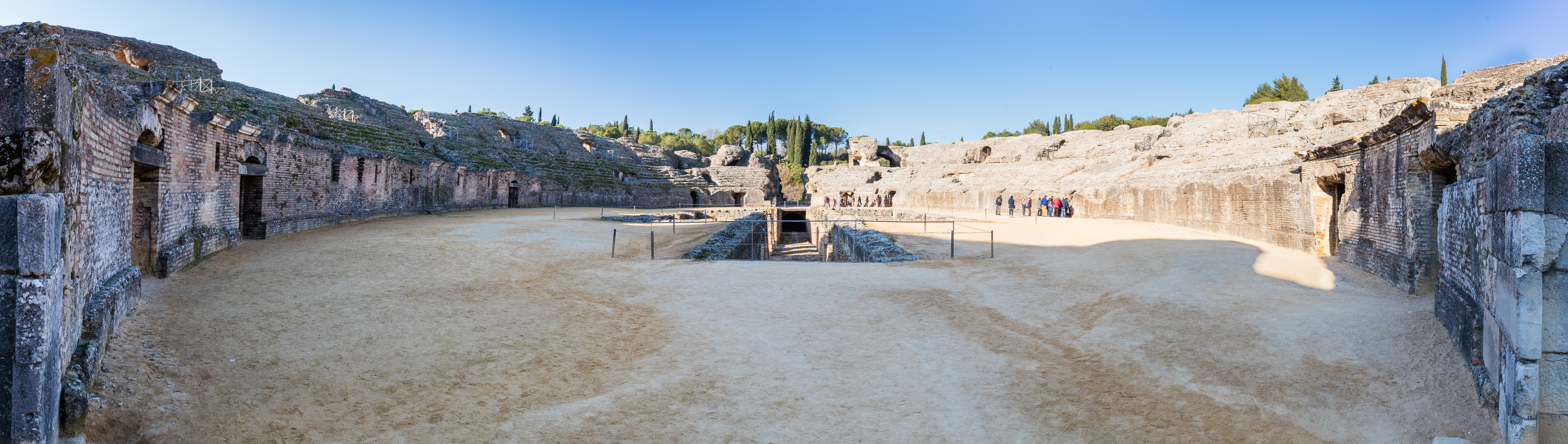
L'anfiteatro poteva essere riempito d'acqua per organizzare delle naumachie